# YouTube Theater

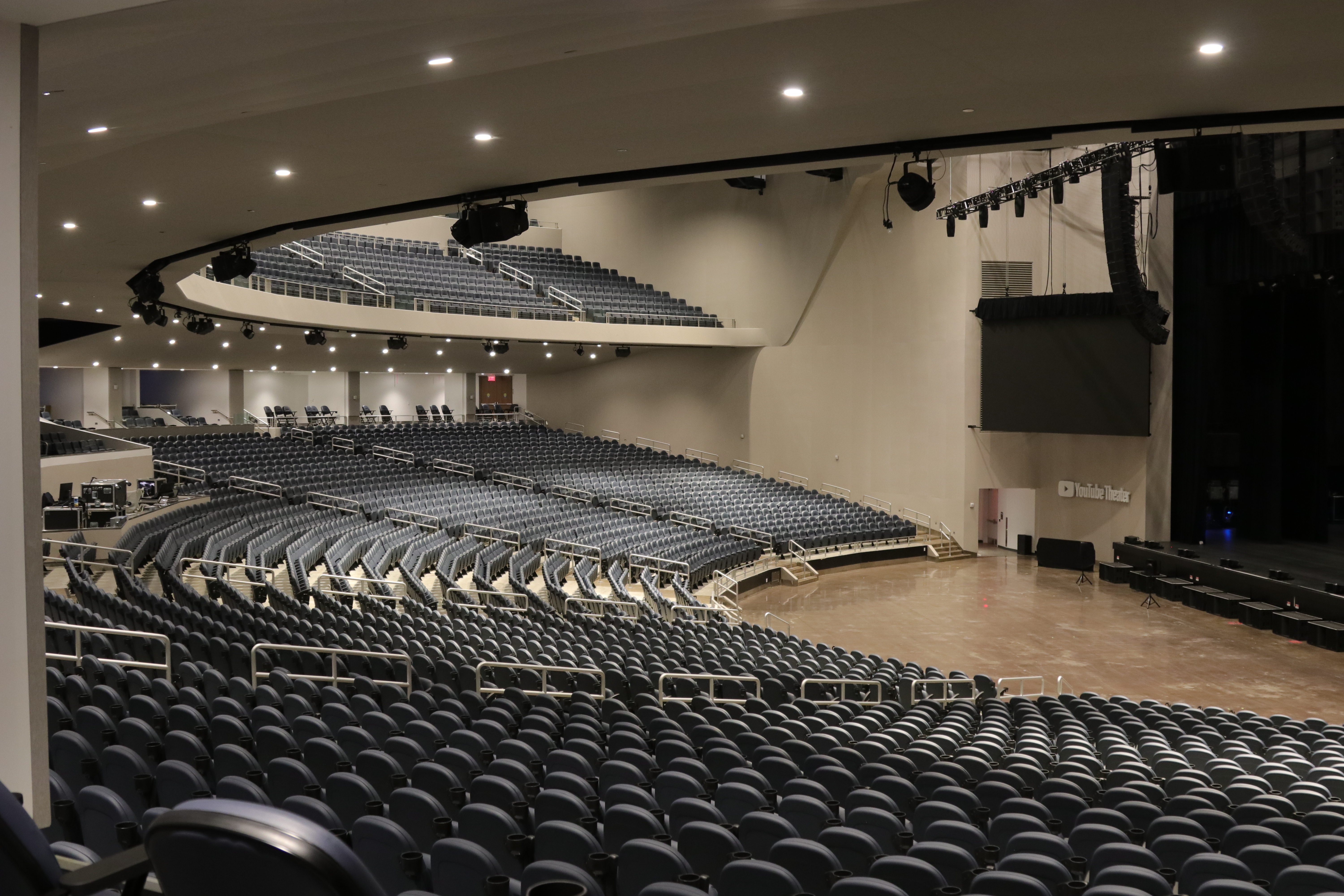
Interior do YouTube Theater em 2022

O YouTube Theater é um espaço para shows e teatro com capacidade para seis mil pessoas em Inglewood, Califórnia, Estados Unidos. Fica localizado sob a mesma estrutura que abriga o SoFi Stadium, a casa dos times de futebol americano Los Angeles Rams e Los Angeles Chargers. Faz parte do complexo de entretenimento Hollywood Park e foi construído para celebrar artistas, criadores e a comunidade. 
O YouTube adquiriu os direitos de nomeação do teatro por dez anos em junho de 2021, sendo o primeiro teatro a ter o nome da plataforma de compartilhamento de vídeos do Google. A inauguração do teatro ocorreu em 9 de agosto de 2021, com a realização de um evento solene de abertura. A primeira banda a se apresentar no teatro foi a mexicana Caifanes em 4 de setembro de 2021.